# Las luces de esta ciudad
«Las Luces De Esta Ciudad» es el segundo sencillo del álbum Sirenas del grupo División Minúscula. Esta canción va más orillada al rock alternativo y pop en vez de la punk como en las canciones pasadas del grupo. Esta canción fue interpretada en los premios telehit en el año 2009

## Video musical
El video de la canción empieza pasando escenas de la ciudad de Monterrey, se observa a una mujer en una fiesta tratando de entender o buscar algo, después sale a la calle observando su alrededor, luego se cambia de toma en donde un hombre quien despierta y sale a la calle, estos dos se encuentran en el Metro de Monterrey y se observan un momento, luego la mujer baja del metro, triste (esto da a entender que tal vez sean una expareja) mientras que el hombre se queda en el tren.